# 高橋優也
高橋 優也（たかはし ゆうや、1993年4月3日 - ）は、日本の写真家。埼玉県出身。

## 略歴
日本写真芸術専門学校入学後、レスリー・キーに師事。
独立後、ポートレート、ファッション、アートの撮影を中心に活動。